# Markus Olsson
Markus Olsson (Karlshamn, 31 de marzo de 1990) es un jugador de balonmano sueco que juega de central en el IFK Kristianstad. Es internacional con la selección de balonmano de Suecia.

## Palmarés

### Kristianstad
- Liga sueca de balonmano masculino (2): 2015, 2023

### Skjern
- Copa de Dinamarca de balonmano (1): 2016
- Liga danesa de balonmano (1): 2018

## Clubes
- IFK Kristianstad (2007-2015)
- Skjern HB (2015-2018)
- Fenix Toulouse HB (2018-2020)[2]
- IFK Kristianstad (2020- )